# کاربوو-فیتلوبه
کاربوو-فیتلوبه (به آلمانی: Karbow-Vietlübbe) یک شهر در آلمان است که در گهلسباخ واقع شده‌است. کاربوو-فیتلوبه ۳۴۲ نفر جمعیت دارد.